# 鈴村拓也
鈴村 拓也（すずむら たくや、1978年9月13日 - ）は、愛知県名古屋市出身のサッカー選手、フットサル選手、フットサル指導者。日本フットサルリーグ（Fリーグ）のデウソン神戸監督。ポジションはフィクソ。フットサル日本代表。

## 経歴

### サッカー
愛知県名古屋市出身。1997年に三重県立四日市中央工業高校を卒業してJリーグのヴィッセル神戸に入団。プロサッカー選手として2年間プレーし、1998年シーズン終了後にヴィッセル神戸を退団。

### フットサル
ヴィッセル神戸退団後には合同トライアウトなどで移籍先を探したが、契約には至らなかった。コーチとしてフットサル場に就職し、2000年に神戸ハーバーランドクラブでフットサルに転向した。フットサル開始から1年も経たず、2000年にフットサル日本代表に初招集された。AFCフットサル選手権には2000年から9年連続出場。
2005年4月にはスペインに渡り、2005-06シーズンから2部リーグで計4年間プレー。バルガスFSでは2年目にレギュラー、3年目にはキャプテンを務め、チーム内に「あべしッ!」などのギャグを流行らせた。3年目には毎試合35分程度出場し、シーズン途中には首位に立ったこともあった。2008-09シーズンはタラベラFSでプレー。2006年には日本代表としてアジア選手権初優勝。
2009-10シーズン途中にFリーグのデウソン神戸と契約。2011-12シーズン第10節シュライカー大阪戦では、ゴールライン際でのクリアがハンドと判定されて退場処分を受ける場面があった。
2012年12月9日の試合後、上咽頭癌と診断されたことを明らかにした。5度の抗癌剤投与や35度の放射線治療などを行い、入院中の2013年3月には第一子（長男）が誕生。体重は7kg減ったが、5月に退院して6月に練習を再開した。闘病中にはサッカーのJリーグ選手会などが鈴村のために募金活動を行っており、サッカー日本代表の香川真司からはサイン入りユニフォームが届いた。9月22日の湘南ベルマーレ戦で9ヶ月ぶりに戦線復帰。この試合には2013年夏から右上葉肺腺癌を患って闘病生活を送っている湘南の久光重貴も駆けつけている。2014年9月27日の府中アスレティックFC戦でFリーグ通算100試合出場を達成した。Fリーグ史上88人目。

## 所属クラブ

### サッカー
アマチュア
- 1994-1996 三重県立四日市中央工業高等学校

プロ
- 1997-1998 ヴィッセル神戸

### フットサル
- 2000-20?? 神戸ハーバーランドクラブ
- 20??-2005 マグフットサルクラブ
- 2005-2008  バルガスFS
- 2008-2009  タラベラFS
- 2009-2017 デウソン神戸

## 個人成績

### サッカー
| 国内大会個人成績 | 国内大会個人成績 | 国内大会個人成績 | 国内大会個人成績 | 国内大会個人成績 | 国内大会個人成績 | 国内大会個人成績 | 国内大会個人成績 | 国内大会個人成績 | 国内大会個人成績 | 国内大会個人成績 | 国内大会個人成績 |
| 年度             | クラブ           | 背番号           | リーグ           | リーグ戦         | リーグ戦         | リーグ杯         | リーグ杯         | オープン杯       | オープン杯       | 期間通算         | 期間通算         |
| 年度             | クラブ           | 背番号           | リーグ           | 出場             | 得点             | 出場             | 得点             | 出場             | 得点             | 出場             | 得点             |
| 日本             | 日本             | 日本             | 日本             | リーグ戦         | リーグ戦         | リーグ杯         | リーグ杯         | 天皇杯           | 天皇杯           | 期間通算         | 期間通算         |
| ---------------- | ---------------- | ---------------- | ---------------- | ---------------- | ---------------- | ---------------- | ---------------- | ---------------- | ---------------- | ---------------- | ---------------- |
| 1997             | 神戸             | 34               | J                | 6                | 0                | 0                | 0                | 2                | 0                | 8                | 0                |
| 1998             | 神戸             | 25               | J                | 0                | 0                | 0                | 0                |                  |                  |                  |                  |
| 通算             | 日本             | 日本             | J                | 6                | 0                | 0                | 0                |                  |                  |                  |                  |
| 総通算           | 総通算           | 総通算           | 総通算           | 6                | 0                | 0                | 0                |                  |                  |                  |                  |

### フットサル
| 国内大会個人成績 | 国内大会個人成績 | 国内大会個人成績 | 国内大会個人成績 | 国内大会個人成績 | 国内大会個人成績 | 国内大会個人成績 | 国内大会個人成績 | 国内大会個人成績 | 国内大会個人成績 | 国内大会個人成績 | 国内大会個人成績 |
| 年度             | クラブ           | 背番号           | リーグ           | リーグ戦         | リーグ戦         | リーグ杯         | リーグ杯         | オープン杯       | オープン杯       | 期間通算         | 期間通算         |
| 年度             | クラブ           | 背番号           | リーグ           | 出場             | 得点             | 出場             | 得点             | 出場             | 得点             | 出場             | 得点             |
| 日本             | 日本             | 日本             | 日本             | リーグ戦         | リーグ戦         | オーシャン杯     | オーシャン杯     | 全日本選手権     | 全日本選手権     | 期間通算         | 期間通算         |
| ---------------- | ---------------- | ---------------- | ---------------- | ---------------- | ---------------- | ---------------- | ---------------- | ---------------- | ---------------- | ---------------- | ---------------- |
| 2005             | バルガス         |                  | スペイン2部      |                  |                  |                  |                  |                  |                  |                  |                  |
| 2006             | バルガス         |                  | スペイン2部      |                  |                  |                  |                  |                  |                  |                  |                  |
| 2007             | バルガス         |                  | スペイン2部      |                  |                  |                  |                  |                  |                  |                  |                  |
| 2008             | タラベラ         |                  | スペイン2部      |                  |                  |                  |                  |                  |                  |                  |                  |
| 2009-10          | 神戸             | 20               | Fリーグ          | ??               | ?                |                  |                  |                  |                  |                  |                  |
| 2010-11          | 神戸             | 2                | Fリーグ          | ??               | ?                |                  |                  |                  |                  |                  |                  |
| 2011-12          | 神戸             | 2                | Fリーグ          | 25               | 8                |                  |                  |                  |                  |                  |                  |
| 2012-13          | 神戸             | 2                | Fリーグ          | ??               | ?                |                  |                  |                  |                  |                  |                  |
| 2013-14          | 神戸             | 2                | Fリーグ          | 16               | 3                |                  |                  |                  |                  |                  |                  |
| 2014-15          | 神戸             | 2                | Fリーグ          | 28               | 8                |                  |                  |                  |                  |                  |                  |
| 2015-16          | 神戸             | 2                | Fリーグ          |                  |                  |                  |                  |                  |                  |                  |                  |
| 通算             | 日本             | 日本             | Fリーグ          |                  |                  |                  |                  |                  |                  |                  |                  |
| 通算             | 日本             |                  |                  |                  |                  |                  |                  |                  |                  |                  |                  |
| 総通算           |                  |                  |                  |                  |                  |                  |                  |                  |                  |                  |                  |

## 代表選出歴

### サッカー
- U-15サッカー日本代表候補
- U-16サッカー日本代表候補
- U-17サッカー日本代表候補

### フットサル
- フットサル日本代表
  - AFCフットサル選手権出場（2000年・2001年・2002年・2003年・2004年・2005年・2006年・2007年・2008年）
  - FIFAフットサルワールドカップ出場（2004年）

## 指導クラブ
- 2017- デウソン神戸

## 出演
- Changeの瞬間 〜がんサバイバーストーリー〜（2022年8月7日・14日、朝日放送ラジオ）[4]